# Dzieci z Pahiatua

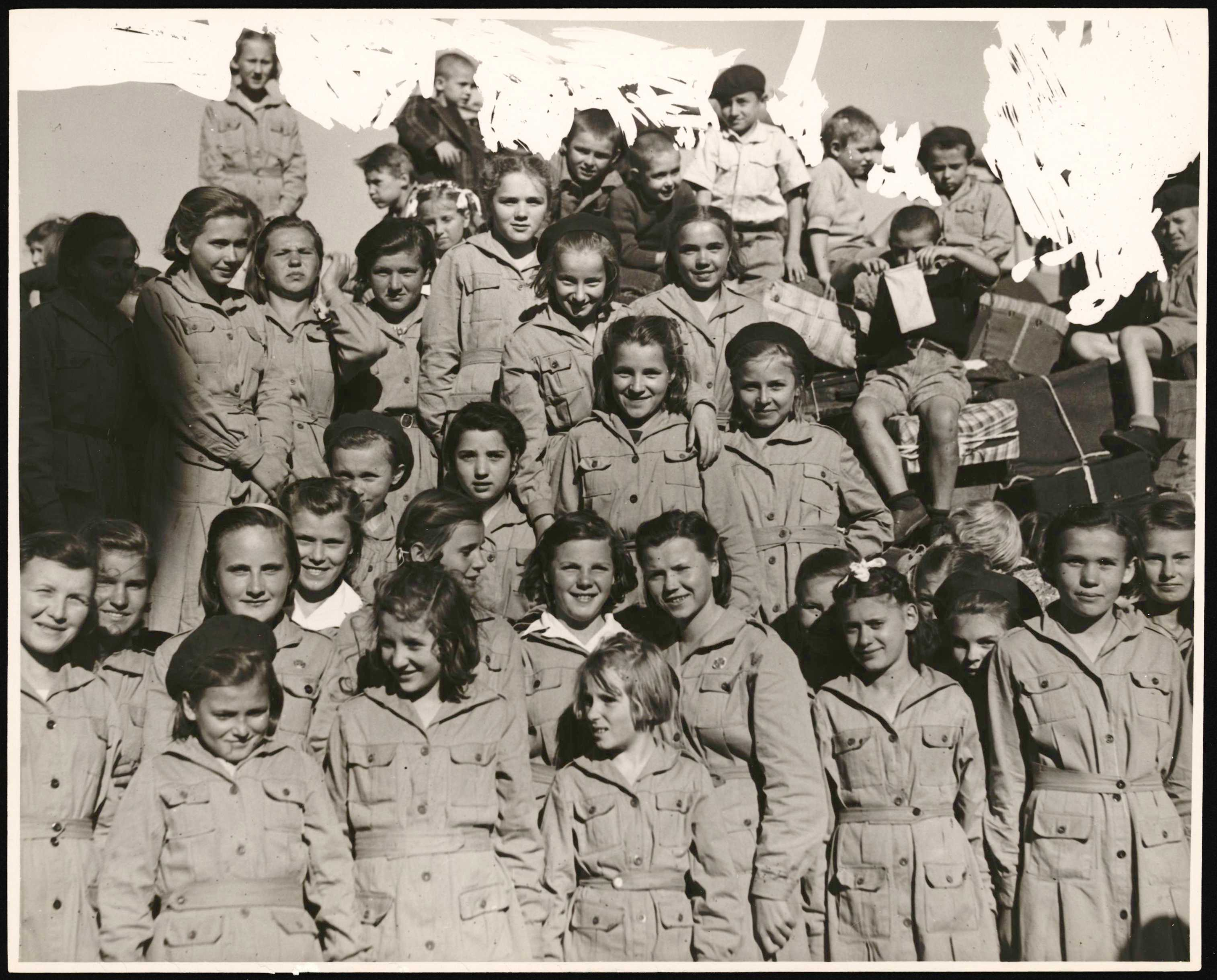
Polscy uchodźcy przybywający do Wellington i obozu dla polskich dzieci w Pahiatua, 1944

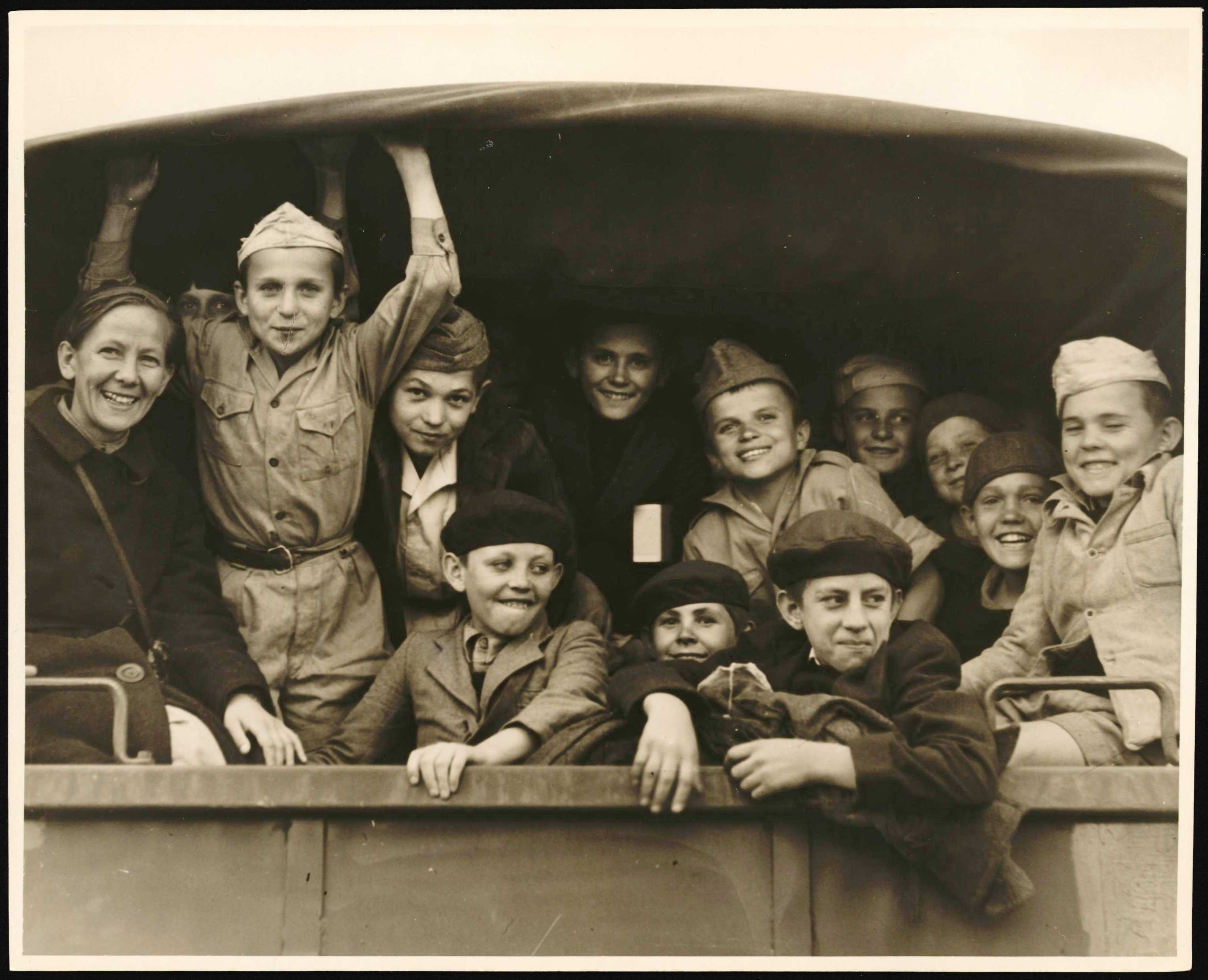
Polscy uchodźcy przybywający do Wellington i obozu dla polskich dzieci w Pahiatua, 1944

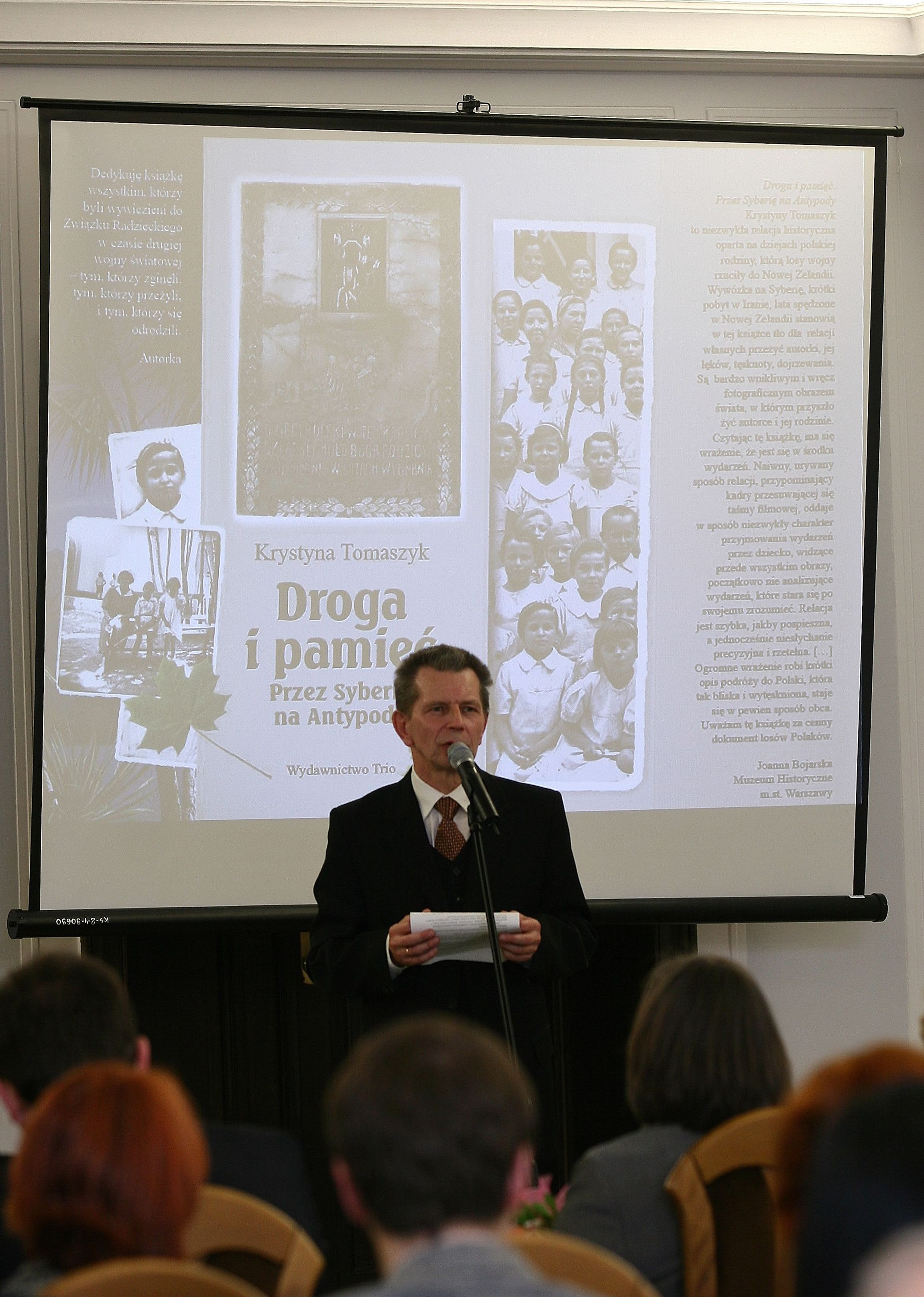
Konferencja poświęcona 65. rocznicy przybycia polskich dzieci do Nowej Zelandii w Senacie (2009)

Dzieci z Pahiatua – grupa polonijna w Nowej Zelandii, powstała głównie z polskich dzieci przybyłych 31 października 1944 roku do Wellingtonu.

## Kampus w Pahiatua
Podczas II wojny światowej grupa 733 polskich dzieci oraz 105 osób polskiego personelu opiekuńczego przybyła do Pahiatua. 
Większość dzieci straciła część lub całość swojej najbliższej rodziny po deportacji w głąb ZSRR w latach 1940–1941. Dzięki stalinowskiej „amnestii” dzieci, wraz z Armią Andersa, zostały ewakuowane do Iranu, gdzie dochodziły do zdrowia. Rząd Polski w Londynie zaapelował do Ligi Narodów o pomoc w znalezieniu czasowego schronienia dla polskich cywilów i dzieci. Pomoc zaoferowała, jako jeden z niewielu krajów, Nowa Zelandia. Dzięki pomocy Marii Wodzickiej i Janet Fraser oraz ich mężów, w tym konsula RP w Nowej Zelandii Kazimierza Wodzickiego, jak również premiera Nowej Zelandii, Petera Frasera, pod koniec 1943 roku Polacy zostali zaproszeni do Nowej Zelandii na okres do zakończenia wojny. Grupa dotarła do Wellingtonu, płynąc początkowo na brytyjskim statku handlowym „Sontay” do Indii, a następnie na amerykańskim okręcie wojennym USS „General George M. Randall” do Nowej Zelandii.
Dla dzieci i ich opiekunów został otworzony kampus w Pahiatua. Dzieci przebywały w kampusie najdłużej do 15 kwietnia 1949. Opiekę duszpasterską nad dziećmi roztoczył ksiądz Michał Wilniewczyc, wraz siostrami zakonnymi (urszulankami szarymi), Marią Aleksandrowicz i Anną Tobolską, a następnie ksiądz doktor Leon Broel-Plater, który później organizował Polską Misję Katolicką w Nowej Zelandii. Kierownikiem magazynów był Rudolf Rosenberg-Łaszkiewicz, a jego żona Olga tłumaczką języka angielskiego.
Większość została w Nowej Zelandii, tworząc lokalną zintegrowaną grupę polonijną. W 2014 roku w Wellingtonie, w dniach 1 i 2 listopada, obchodzono rocznicę 70-lecia przybycia polskich dzieci do Nowej Zelandii.

## Upamiętnienie
- 1970–1979: W Lublinie dawny plac Dzieci z Pahiatua, położony w Śródmieściu między kamienicami przy Krakowskim Przedmieściu 60 a pałacem Morskich (Krakowskie Przedmieście 62), nosi obecnie nazwę plac im. Lecha Kaczyńskiego. W jego obrębie znajduje się Skwer Dzieci z Pahiatua, na którym urządzono plac zabaw. W archiwum Ośrodka "Brama Grodzka – Teatr NN" znajduje się fotografia Wojciecha Turzańskiego z lat 70. XX wieku przedstawiająca widok na ten plac z czasów, gdy obowiązywała jego pierwotna nazwa[10].

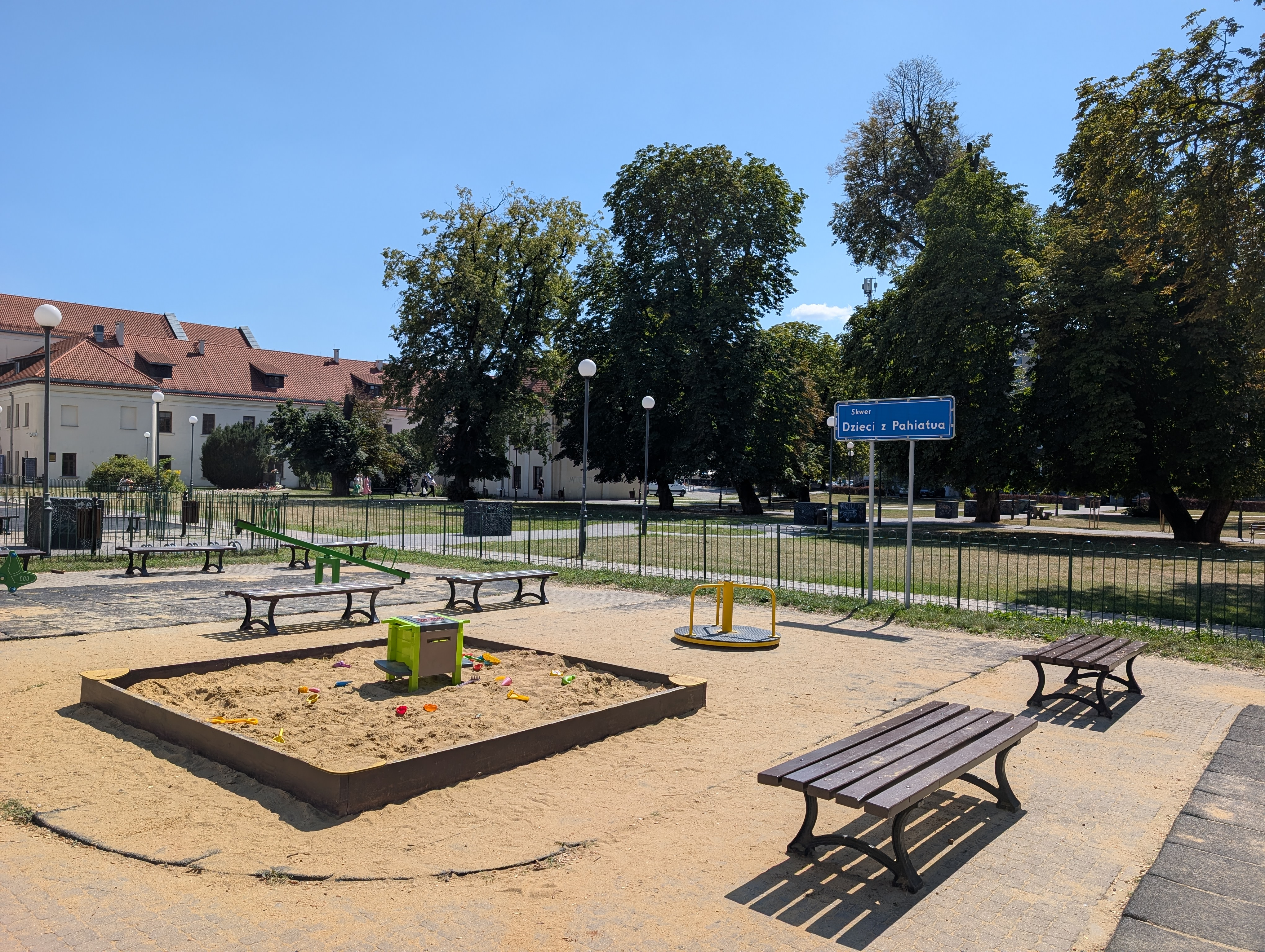
Lublin - plac Lecha Kaczyńskiego - skwer dzieci z pahiatua, 2025.08

- 2004: 25 października 2004 roku w Wellington została odsłonięta tablica upamiętniająca dzieci z Pahiatua. W uroczystości wzięły udział burmistrz Wellington Kerry Prendergast i premier Nowej Zelandii Helen Clark. Tablicę ufundował konsul honorowy RP Jan Roy-Wojciechowski i jego żona Valerie[11].
- 2018: W sierpniu 2018 roku podczas wizyty w Nowej Zelandii prezydenta Andrzeja Dudy nadano jednemu ze skwerów w Wellington imię Polskich Dzieci (Polskie Dzieci Square)[12]. Uchwałę na wniosek Ambasady RP w sprawie nadania skwerowi imienia Dzieci Polskich podjęła 27 czerwca 2018 roku Rada Miasta Wellington[13].